# Langkopkathaai
De langkopkathaai (Apristurus longicephalus) is een vis uit de familie van Pentanchidae en behoort derhalve tot de orde van roofhaaien (Carcharhiniformes). De vis kan een lengte bereiken van 60 centimeter. 

## Leefomgeving
De langkopkathaai is een zoutwatervis. In brakwater is de soort nog nooit aangetroffen. De vis prefereert een diepwaterklimaat en heeft zich verspreid over de Grote en Indische Oceaan. De diepteverspreiding is 680 tot 900 meter onder het wateroppervlak. 

## Relatie tot de mens
De langkopkathaai is voor de visserij van beperkt commercieel belang. In de hengelsport wordt er weinig op de vis gejaagd. 